# Pollanisus modestus
Pollanisus modestus là một loài bướm đêm thuộc họ Zygaenidae. Nó là loài duy nhất được tìm thấy ở núi Clyde ở New South Wales.
Chiều dài cánh trước khoảng 7.5 mm đối với con đực.